# Воздушное командование «Запад»
Воздушное командование «Запад» или ВзК «Запад» (укр. Повітряне командування «Захід») — оперативное соединение Воздушных сил Украины.

## История
В 1994 году 14-я воздушная армия (СССР), оставшаяся в Украине, согласно указу министра обороны №115 переформатирована в 14-й авиационный корпус Украины.
В 1996 году во время учений «Серпень-96» (рус. Август-96) участие приняли Су-24 с 7-бригады Западного ВО.
в 2001 году была расформирована Луцкая бригада.
27 июля 2002 года в границах ответственности 14-го корпуса случилась авиакатастрофа, известная как Скныловская трагедия.
В 2004 году 14-й корпус объединили с 28-м корпусом ПВО в ВК «Запад». С 2014 года западные части ВВС Украины приняли участие в войне на Донбассе. В 2018 году в Луцк переведена 204-я бригада с Николаева.
26 августа 2024 года в западной Украине потерпел крушение самолёт Ф-16 с 204-й бригады тактической авиации, пилот погиб. Среди возможных сценариев катастрофы эксперты назвали «дружественный огонь».

## Структура

### ВВС
- 204 Бригада Тактической авиации г. Луцк (вооружена МиГ-29 и Ф-16)
- 114 Бригада Тактической авиации г. Ивано-Франковск (вооружена МиГ-29)
- 7 Бригада Тактической авиации г. Староконстантинов (вооружена Су-24, и Су-24МР)